# HD245112
HD245112 є хімічно пекулярною зорею спектрального класу
A0 й має видиму зоряну величину в смузі V приблизно 10,3.

## Пекулярний хімічний вміст
Зоряна атмосфера HD245112 має підвищений вміст 
Si
.